# عبد العزيز الشملان
عبد العزيز سعد الشملان، ولد في مدينة المحرق، البحرين عام 1911 ميلادي. أحد أهم قادة العمل الوطني في الخليج، فقد كان ضمن أول بعثة دراسية أرسلت إلى بيروت، التي أعيد منها قسراً عام 1930، بسبب مواقفه ضد الاحتلال البريطاني، وكان أحد مؤسسي نادي العروبة، وحركة التضامن مع الشعب الفلسطيني، وأحد زعماء حركة هيئة الاتحاد الوطني، التي اعترف بها الشيخ سلمان بن حمد بن عيسى عام 1956م.
في مارس/ آذار العام 1956 اعترف الشيخ سلمان بن حمد بن عيسى بالهيئة، حيث وقعت هذه الوثيقة بحضور كل من الشملان، وعبد علي العليوات وعبد الرحمن الباكر، والسيد علي السيد إبراهيم.
في ديسمبر 1956 قدم للمحاكمة بتهمة إشعال المظاهرات والتحريض عليها ضد الاستعمار البريطاني، وصدر حكم بسجنه 14 سنة ونفي إلى جزيرة «سانت هيلانه» مع زعماء هيئة الاتحاد الوطني عبد الرحمن محمد الباكر، وعبد علي العليوات.
أعيدت محاكمته في بريطانيا في العام 1961، إذ أفرج عنه ورد له اعتباره.

## في المنفى
- استقر في الجمهورية السورية من العام 1961 حتى العام 1971.
- عاد إلى البحرين في 1971، وانتخب نائبا لرئيس المجلس التأسيسي الذي وضع دستور البلاد في 1973.
- عين سفيرا للبحرين في جمهورية مصر العربية ومندوبا دائما للبحرين في الجامعة العربية.
- عين سفيرا فوق العادة للبحرين لدى جمهورية مالطا. ثم سفيرا لدى الجمهورية التونسية.
- أطلق اسمه على أحد شوارع البحرين في أم الحصم التي يسكنها معظم عائلة الشملان.

## وفاته
توفي الشملان، من دون أن يخلف ذرية، يوم الجمعة 30 ديسمبر/ كانون الأول 1988، ودفن في مقبرة المحرق. توفيت زوجته بعد وفاته بعدة سنوات.